# Willy Jansen
Wilhelmina Helena Maria (Willy) Jansen (Bemmel, 30 september 1950) was hoogleraar aan de Radboud Universiteit, in de Faculteit voor Sociale Wetenschappen met als leeropdracht Vrouwenstudies. Ze was ook directeur van het Institute for Gender Studies aan dezelfde Universiteit.

## Levensloop
Ze promoveerde in 1987 tot doctor in de antropologie aan de Radboud Universiteit Nijmegen. Haar proefschrift behandelde gender en marginalisatie in Algerije.
Haar opzoekingswerk en haar publicaties concentreerden zich voornamelijk op drie thema's:
- Geschiedenis van de educatie van de vrouw in het Midden-Oosten, op basis van antropologische research in Jordanië en van archieven in Engeland en Nederland.
- Culturele Genderexpressies zoals betalingen bij huwelijken en overtuigingen betreffende zwangerschap, borstvoeding en geboortebeperking.
- Pelgrimstochten als vorm van geloofsovertuiging en hun betekenis met betrekking tot gender, religieuze diversiteit en etniciteit.

Op  vrijdag 6 november 2015 gaf zij een openbaar afscheidscollege getiteld: Spelen met verschil.

## Eerbetoon
- In 2009 werd ze verkozen tot lid van de Koninklijke Nederlandse Akademie van Wetenschappen.
- In 2010 werd ze benoemd tot Officier in de Orde van Oranje-Nassau, een onderscheiding verleend vanwege haar bijzondere verdiensten als wetenschapper voor de samenleving en als blijk van waardering en erkenning voor de wijze waarop zij die activiteiten inhoud heeft gegeven.

## Publicaties
- (samen met Catrien Notermans) Gender, Nation and Religion in European Pilgrimage, Ashgate Publishing, 2012 & Routledge, 2016.
- Visions of Mary in the Middle East. Gender and the Power of a Symbol, in: Inger Marie Okkenhaug & Ingvild Flaskerud (Eds) Gender, Religion and Change in the Middle East: Two Hundred Years of History.Oxford: Berg, 2005.
- The Economy of Religious Merit. Gender and Ajr in Algeria, in: Journal of North African Studies. vol. 9, no. 4 (Winter 2004), pp. 1-17.
- Fragmentation of the Christian Minority in Jordan. Conversion, Marriage and Gender, in: A. Borsboom; J. Kommers (eds) Anthropologists and the Missionary Endeavour: Experiences and Reflections. (NICCOS 33) Saarbrücken: Verlag für Entwicklungspolitik, 2000.
- Contested Identities: Women and Religion in Algeria and Jordan, in: K. Ask; M. Tjomsland (eds) Women and Islamization. Contemporary Dimensions of Discourse on Gender Relations. Oxford: Berg, 1998.
- (samen met Huub de Jonge) Islamitische pelgrimstochten, Muiderberg: Coutinho, 1991.